# Blekinge Folkblad
Ej att förväxla med Blekinge Folkblad (1943–1957).
Blekinge Folkblad var en socialdemokratisk dagstidning utgiven 1903–1921, föregångare till Sydöstran.

## Tidningstitel
Tidningens titel skiftade under åren. I starten hette den Blekinge Folkblad. / Organ för de folkliga rörelserna i Blekinge län. År 1906 blev titeln Blekinge Folkblad. / - Socialdemokratiskt organ för Blekinge, Sydöstra Småland och Öland. Småland och Öland fanns kvar i titeln till 1913 då de bortföll. Tidningen gavs ut i två editioner 1920–1921, en för Blekinge, främst Karlskrona stad med omgivningar samt en för Kalmar, södra Småland och västra Blekinge.

## Politisk tendens och redaktion
Politisk tendens för tidningen var socialdemokratisk, utom 1918 då tidningen var socialistisk. Tidningen var mer oppositionell mot den socialdemokratiska partiledningen. Redaktionsort var hela tiden Karlskrona utom första två åren då det var Karlshamn. Ansvarig utgivare och redaktörer  för tidningen återges i tabell nedan.                       
| Period                | Ansvarig utgivare                 | Titel        | Redaktör              | Redaktör               |
| --------------------- | --------------------------------- | ------------ | --------------------- | ---------------------- |
| 1903-11-24–1904-12-15 | Kron, Nils Johan                  | stenhuggaren | 1903-12-05–1905-07-03 | Kron, Nils Johan       |
| 1904-12-16–1905-07-03 | Törnqvist, Sven Julius            | redaktören   | 1905-07-04–1906-01-08 | Schröder, Carl Gustaf  |
| 1905-07-04–1905-08-13 | Kloo, Karl Oskar Valdemar         |              | 1906-01-09–1906-03-01 | Kloo, Oskar            |
| 1905-08-14–1906-03-02 | Schröder, Carl Gustaf             | redaktören   | 1906-03-02–1906-07-02 | Sjöberg, F. W.         |
| 1906-03-03–1906-12-21 | Modigh, Carl Axel Richard Leonard | målaren      | 1906-07-03–1919-08-29 | Henriksson, Johan Aron |
| 1906-12-22–1919-10-26 | Henriksson, Johan Aron            | redaktören   | 1919-08-30–1920-02-02 | Böhmer, Gotthard       |
| 1919-10-27–1920-05-06 | Böhmer, Gotthard Elias Eriksson   | redaktören   | 1920-02-03–1920-04-22 | Henriksson, Johan Aron |
| 1920-05-07–1921-11-30 | Törnkvist, Algot Åkesson          | redaktören   | 1920-04-23–1921-11-30 | Törnkvist, Algot       |

## Utgivningsfrekvens och utgivningsdagar
Tidningen gavs ut en gång per vecka, först lördagar, sen fredagar till 30 juni 1905, därefter två gånger i veckan, tisdag och fredag, till 30 november 1906. Sen var tidningen tredagarstidning till slutet av 1908. År 1909 till november 1919 gavs den ut fyra gånger i veckan måndag, onsdag, torsdag och lördag, innan den sina sista två år kom ut sex dagar i veckan till den 30 november 1921.    

## Tryckning
Tidningen trycktes bara i en färg: Svart. Tidningen hade till 1919 4 sidor sedan 6–8 sidor till 1921. Typsnittet var antikva. Förlaget för tidningen var 1903–1918 Tryckeriföreningen "Blekinge" u. p. a. i Karlshamn till 1906, sedan i Karlskrona till 1918, då föreningen ombildades till Tryckeriaktiebolaget Blekinge. Från 1903 till 1904 trycktes tidningen på Framtidens tryckeri i Malmö. År 1904 resten av året i Jönköping hos tryckeriföreningen Småland. År 1905 fick Länsboktryckeriet i Karlskrona ta över, men redan i oktober 1905 började tryckeriföreningen i Blekinge själva att trycka tidningen till 1918, med undantag av 3 oktober 1907 då Blekinge Län tryckte tidningen, troligen på grund av tillfälliga tekniska besvär. Sen trycktes tidningen av Tryckeriaktiebolaget Blekinge till 1921. Tryckeriutrustningen från 1919 till 1921 var en flattrycksrotationspress, duplexpress med en kapacitet på 2–8 s., 5000–6000 ex. / timme.

## Pris och upplaga
Priset för tidningen var 2,40 kronor första året, höjdes till 5 kronor 1909 till 1917 och blev hela 14 kronor under dyrtiden efter världskriget 1920. Upplagan var 2000 ex under 1906 och hade växt till 5000 1908. Sjönk till 4000 1911 var lika stor 1913.

## Jubileum
Tidningens jubileumsnummer (Sydöstran) den 18 november 1953 är en av källorna för Nya Lundstedts uppgifter. 

## Nationella arkivdatabasen (NAD) Blekingearkivet skriver om tidningen
Sydöstra Sveriges Dagblad startades den 5 december 1903, då tidningens första nummer trycktes under namn av Blekinge Folkblad. Förläggare för tidningen var en andelsförening, Tryckeriföreningen Blekinge u. p. a. Det första numret trycktes i Malmö, men strax efteråt överflyttades tryckningen till Jönköping. Från januari till oktober 1905 skedde tryckningen på Länsboktryckeriet i Karlskrona, men därefter inköptes eget tryckeri, beläget på Kyrkogatan 16. Senare flyttades det till Ronnebygatan 3, och numera har tryckeriet flyttats till nya lokaler vid Borgmästaregatan 15. Huvudredaktionen var till en början förlagd till Karlshamn, men flyttades 1905 till Karlskrona. Blekinge Folkblads förste redaktör och utgivare var stenhuggaren N. J. Kroon i Karlshamn, men då redaktionen förlades till Karlskrona efterträddes han av Sven Törnkvist. Denne blev emellertid icke långvarig, ty redan 1906 remplacerades han av Carl G. Schröder. Även denne stannade endast några månader, och redaktörskapet innehades sedan tillfälligt av Oskar Kloo och W. Sjöberg. Sedan övertog redaktör J. A. Henricsson chefskapet, vilket han bibehöll till 1919. Gotthard Böhmer var därefter en kortare tid redaktör, varefter utgivaren Algot Törnkvist tillträdde 1920. Vi får också här veta att tidningen numera heter Sydöstran.